# Gaye Stewart
James Gaye Stewart, kanadski hokejist, * 28. junij 1923, Fort William, Ontario, Kanada, † 18. november, 2010, Burlington, Ontario.
Stewart je profesionalno kariero začel pri klubu Hershey Bears v ligi AHL v sezoni 1941/42, že v isti sezoni je nastopil tudi za klub Toronto Maple Leafs na eni tekmi finala končnice lige NHL, zaradi katerega je med dobitniki Stanleyjevega pokala. V naslednji sezoni 1942/43 je bil dobitnik nagrade Calder Memorial Trophy za novinca leta, ki jo je kot prvi hokejist prejel kasneje, kot je osvojil Stanleyev pokal. Po drugi svetovni vojni je nadaljeval v istem klubu. V sezoni 1945/46 je bil prvi strelec lige s 37-imi goli, v sezoni 1946/47 pa je klub popeljal do svojega drugega Stanleyjevega pokala. Skupno je v ligi NHL, v kateri je igral še za klube Chicago Black Hawks, Detroit Red Wings, New York Rangers in Montreal Canadiens, odigral  502  tekem rednega dela, na katerih je dosegel 185 golov in 159 podaj, ter 25 tekem končnice, na katerih je dosegel dva gola in devet podaj. Stewart je v svoji karieri igral za pet od prvotnih šestih klubov lige NHL.

## Pregled kariere
Odebeljeno - reprezentančni nastopi, glej tudi Statistika pri hokeju na ledu.
| Moštvo              | Liga | Sezona |    | Redni del | Redni del | Redni del | Redni del | Redni del | Redni del |   | Končnica | Končnica | Končnica | Končnica | Končnica | Končnica |
| ------------------- | ---- | ------ | -- | --------- | --------- | --------- | --------- | --------- | --------- | - | -------- | -------- | -------- | -------- | -------- | -------- |
| Moštvo              | Liga | Sezona | OT | G         | P         | T         | +/-       | KM        | OT        | G | P        | T        | +/-      | KM       |          |          |
| Hershey Bears       | AHL  | 41/42  |    | 5         | 4         | 2         | 6         |           | 0         |   |          |          |          |          |          |          |
| Toronto Maple Leafs | NHL  | 41/42  |    |           |           |           |           |           |           |   | 1        | 0        | 0        | 0        |          | 0        |
| Toronto Maple Leafs | NHL  | 42/43  |    | 48        | 24        | 23        | 47        |           | 30        |   | 4        | 0        | 2        | 2        |          | 4        |
| Toronto Maple Leafs | NHL  | 45/46  |    | 50        | 37        | 15        | 52        |           | 8         |   |          |          |          |          |          |          |
| Toronto Maple Leafs | NHL  | 46/47  |    | 60        | 19        | 14        | 33        |           | 15        |   | 11       | 2        | 5        | 7        |          | 8        |
| Toronto Maple Leafs | NHL  | 47/48  |    | 7         | 1         | 0         | 1         |           | 9         |   |          |          |          |          |          |          |
| Chicago Black Hawks | NHL  | 47/48  |    | 54        | 26        | 29        | 55        |           | 74        |   |          |          |          |          |          |          |
| Chicago Black Hawks | NHL  | 48/49  |    | 54        | 20        | 18        | 38        |           | 57        |   |          |          |          |          |          |          |
| Chicago Black Hawks | NHL  | 49/50  |    | 70        | 24        | 19        | 43        |           | 43        |   |          |          |          |          |          |          |
| Detroit Red Wings   | NHL  | 50/51  |    | 67        | 18        | 13        | 31        |           | 18        |   | 6        | 0        | 2        | 2        |          | 4        |
| New York Rangers    | NHL  | 51/52  |    | 69        | 15        | 25        | 40        |           | 22        |   |          |          |          |          |          |          |
| New York Rangers    | NHL  | 52/53  |    | 18        | 1         | 2         | 3         |           | 8         |   |          |          |          |          |          |          |
| Montreal Canadiens  | NHL  | 52/53  |    | 5         | 0         | 1         | 1         |           | 0         |   |          |          |          |          |          |          |
| Quebec Aces         | QSHL | 52/53  |    | 29        | 13        | 20        | 33        |           | 28        |   |          |          |          |          |          |          |
| Buffalo Bisons      | AHL  | 53/54  |    | 70        | 42        | 53        | 95        |           | 38        |   | 3        | 0        | 2        | 2        |          | 4        |
| Montreal Canadiens  | NHL  | 53/54  |    |           |           |           |           |           |           |   | 3        | 0        | 0        | 0        |          | 0        |
| Buffalo Bisons      | AHL  | 54/55  |    | 60        | 17        | 19        | 36        |           | 36        |   |          |          |          |          |          |          |